# Maja e Celestina al balcone
Maja e Celestina al balcone è un dipinto a olio su tela (166×108 cm) realizzato tra il 1808 e il 1812 dal pittore spagnolo Francisco Goya.
È conservato a Palma di Maiorca in collezione privata.
Una bellissima maja è al balcone e guarda l'osservatore sorridendo trasognata. Accanto a lei, a mezza luce, la Celestina, cupa vecchia, la sorveglia con cupidigia.

## Storia

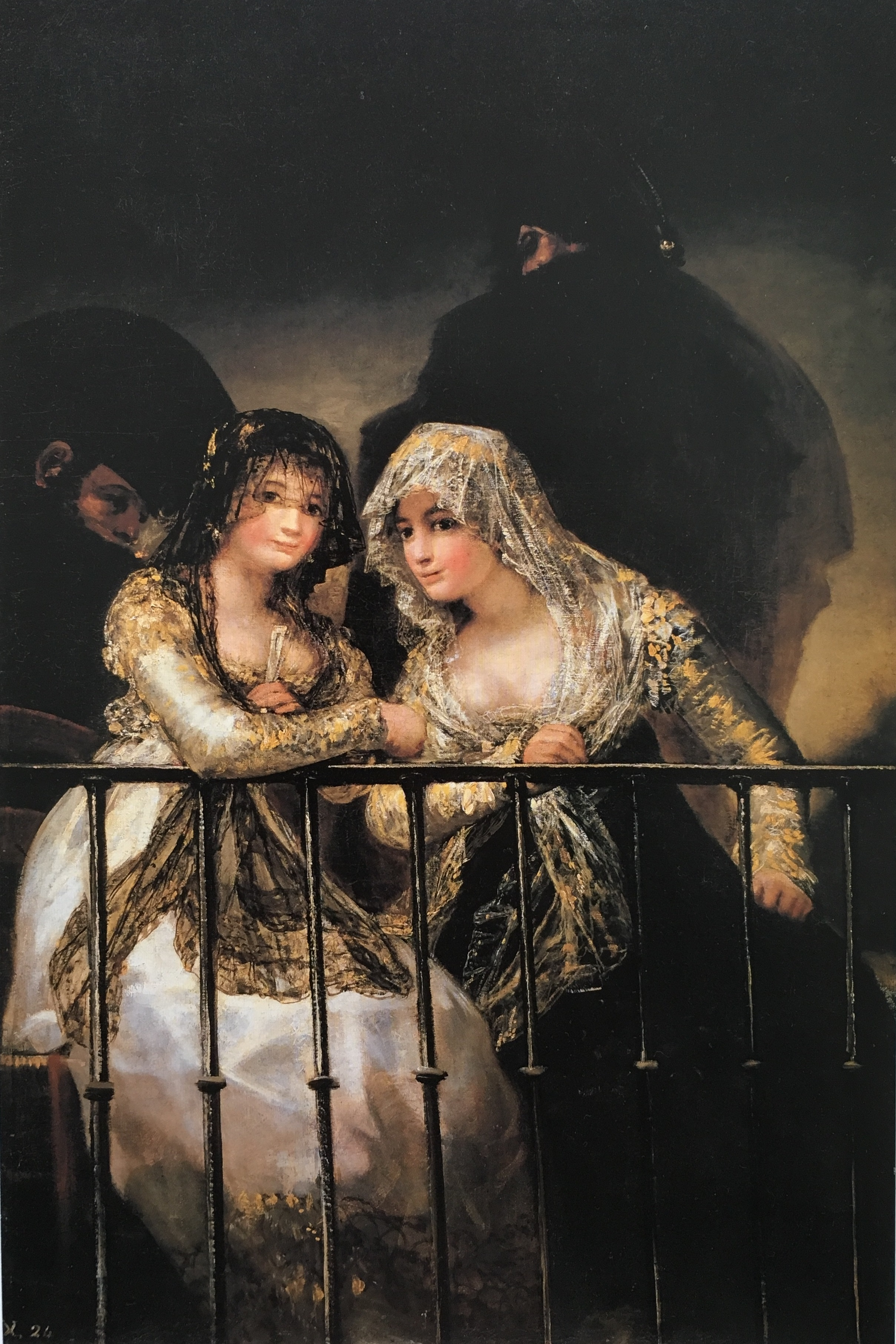
Francisco Goya, Majas al balcone (1808-1814); olio su tela, collezione privata, Svizzera

Più volte Goya ha rappresentato il tema della maja. In questo caso, come nel caso del concettualmente simile Majas al balcone esso viene svolto nel contesto reale della popolanità, e non già come travestimento bizzarro della dama aristocratica. L'ansia d'indipendenza delle donne aristocratiche, condiviso anche dalle majas, si esprimeva infatti anche imitando la moda di queste ultime.
Nel XVIII secolo la rivendicazione femminile poteva esser riassunta con la parola marcialidad, bellicosità. Essa prevedeva, tra l'altro, parlare liberamente senza arrossire, poter discutere di qualsiasi argomento di attualità, liberarsi degli abiti alle caviglie e del velo al volto.
Un che di marcialidad traspare spesso dai volti di duchesse, contesse e majas ritratte da Goya: traspare nella freddezza senza sorriso o invece, nel sorriso trasognato con cui guardano negli occhi l'osservatore. Nei ritratti delle popolane più spesso prevale il sorriso solare cui contrapporre un soggetto oscuro: è il caso di questo dipinto, in cui la parte in ombra tocca alla Celestina, personaggio anch'esso presente più volte nell'opera di Goya.
La Celestina è un personaggio creato da Fernando de Rojas (1465 ca - 1541) che, come Don Giovanni, ha un suo posto nella società spagnola dell'epoca. È la vecchia mezzana alla ricerca di uomini ricchi per le proprie ragazze: megera che commercia in sangue giovane. Si comprende allora come il quadro non sia, come potrebbe a prima vista sembrare, un bozzetto di genere, ma insieme denuncia e documento: nella Spagna di fine settecento per una donna stare al balcone valeva l'appellativo di ventanera, donna di ventana, finestra, cioè prostituta.

## Descrizione e stile
L'abito della ragazza è ricco di bordure che Goya rende con pennellata breve e veloce; anche i veli sono resi mediante linee molto sottili. A fianco della maja la megera sinistra, oscura: accanto alla solarità della bellezza vengono evocate le forze del male, del sesso, della profanazione che giocano ormai in confronto diretto.
La diversità di stile è tale che è come se nella stessa tela convivessero due stati della stessa essenza, Dottor Jekyll e Mr. Hyde, oppure Cappuccetto Rosso e la finta Nonna-Lupo. In teoria dovrebbe essere sempre possibile tornare indietro, ritornare cioè da Mr. Hyde a Dottor Jeckill, ma, come già in Stevenson, anche in questo caso, e anche nell'arte di Goya, questa reversibilità non è semplice né agevole, certamente non garantita.
Dall'oscurità Goya non tornerà più alla luce del sole, anche se questo avverrà con piena consapevolezza da parte dell'artista. Nei quadri di questo periodo è come se le due forze – il bene solare della prima parte della sua vita artistica e il male oscuro della seconda parte – si fronteggiassero congelati nell'attimo eterno di un'istantanea, gradi di transizione verso un più oscuro avvenire.